# Ramatis
Ramatis é o nome atribuído pelo escritor Hercílio Maes a uma entidade espiritual que o orientaria na escrita de seus livros. Apareceu pela primeira vez em 1955 no livro A Vida no Planeta Marte e os Discos Voadores.
Outros autores também atribuíram a essa entidade a inspiração de seus livros, como América Paoliello Marques, Maria Margarida Liguori, Norberto Peixoto,  Wagner Borges e Márcio Godinho. Outros nomes também são atribuídos a essa entidade, como Ramatís, Rama-tys e Swami Sri Rama-tys.

## História
A partir da metade da Década de 1940, a Guerra Fria traz o medo da guerra nuclear, criando no imaginário popular a apreensão com o que pudesse vir do céu. Dentro desse imaginário, o medo do "inimigo soviético" era o medo do desconhecido e se tornou o medo também dos extraterrestres. Nessa época, dezenas de livros e filmes foram editados sobre o tema, impingindo o interesse na vida extraterrestre definitivamente na mente das pessoas. Influenciados por essa conjuntura, várias religiões iniciaram um movimento de sincretismo com a crença da vida em outros planetas, notadamente espíritas, teosofistas e rosacruzes. Os primeiros traços dessa "espiritualidade extraterrestre" surgem com uma série de livros, como A caminho da Luz (1939) e Nosso Lar (1944) de Chico Xavier e Os exilados da capela (1959) de Edgard Armond.
É dessa época o livro A vida no planeta Marte e os discos voadores, de Hercílio Maes. O livro é a primeira aparição de Ramatis, que teria ditado o texto ao autor, e descreve uma sociedade espiritual habitando o Planeta Marte. Tal sociedade reproduz as contradições socioculturais do Planeta Terra, como o racismo, pois retrata a parte do povo "marciano negro" como um povo primitivo. Descreve ainda a vida quotidiana dos marcianos e suas naves espaciais, delineando os elementos que passariam a ser recorrentes nos textos ufológicos.
Ramatis, Ramatís, Rama-Tys ou ainda Swami Sri Rama-tys são nomes atribuídos à última encarnação do espírito que teria ditado o texto do livro a Hercílio Maes. Ele teria sido um Guru hindu que viveu no Século X. A palavra Ramatis lembra a cidade de Ramadi, perto de Bagdá ou o fóssil encontrado na Etiópia chamado de Ramadis Kadaba, que significa “raiz” na língua afar.
Em encarnação anterior teria sido o matemático Pitágoras. Teria também vivido na mítica ilha de Atlântida e no Egito, onde conheceu Allan Kardec. Posteriormente teria sido conselheiro do Rei Salomão, filho de Moisés e guarda-costas de Jesus.

## Ramatisismo
Ramatisismo, também chamado de ramatisianismo, é uma vertente do espiritismo que alega seguir os ensinamentos de Ramatis. Seus adeptos são chamados ramatisistas. Eles acreditam que Jesus era, na verdade, um anjo capaz de incorporar um espírito chamado de Cristo Planetário. Os ramatisistas são vegetarianos e tem ligações com o gnosticismo e esoterismo, aproximando-se da Umbanda e, em certos aspectos, do hinduísmo.
Para seus seguidores, Ramatis coordena a Fraternidade da Cruz e do Triângulo, uma "equipe" de espíritos oriundos do Cristianismo e de tradições religiosas do Oriente. A criação de tal fraternidade teria se dado no espaço sideral com a união de duas fraternidades de espíritos: a Fraternidade da Cruz, que atuaria no Ocidente, e a Fraternidade do Triângulo, que atuaria do Oriente.
O Ramatisismo é rejeitado por parte do movimento espírita brasileiro, em particular pela Federação Espírita Brasileira. Sobre isso, são emblemáticos os escritos de Herculano Pires que em sua coluna no Diário de São Paulo, classificava Ramatis como "espírito mistificador" e um dos “falsos profetas da erraticidade”. Além disso, as Federações Espíritas Paranaense e Paulista se negam a publicar e sequer endossar os posicionamentos ramatisianistas.

## Cultura popular
Na série televisiva Star Trek: The Next Generation, no episódio “Loud as a whisper” (Temporada 2, episódio 5), a personagem Riva é membro da família governante do Planeta Ramatis III, do Sistema Ramatis. Em tal planeta a evolução suprimiu a capacidade de escutar e todos se comunicam telepaticamente.